# Hustota počtu částic
Hustota počtu částic (objemová hustota částic) je fyzikální veličina, která udává počet částic v jednotkovém objemu látky (v 1 m3).

## Značení
- Značka veličiny: NV
- Jednotka SI: metr na −3, značka jednotky: m−3
- Další jednotky: litr na −3 (1 l−3 = 1 dm−3 = 1000 m−3 = 0,001 cm−3)

## Výpočet
Hodnotu hustoty počtu částic určují vztahy
{\displaystyle N_{\mathrm {V} }={\frac {N}{V}}}, dále {\displaystyle N_{\mathrm {V} }={\frac {N_{\mathrm {A} }}{V_{\mathrm {m} }}}} nebo {\displaystyle N_{V}=N_{\mathrm {A} }\times c}, protože {\displaystyle N_{\mathrm {V} }={\frac {N}{V}}={\frac {N_{\mathrm {A} }\times {n}}{V_{\mathrm {m} }\times {n}}}={\frac {N_{\mathrm {A} }}{V_{\mathrm {m} }}}=N_{\mathrm {A} }\times \left(V_{\mathrm {m} }\right)^{-1}=N_{\mathrm {A} }\times c}.
kde {\displaystyle N} je počet částic v tělese a {\displaystyle V} je objem tělesa. Tyto vztahy lze ještě upravit dosazením dalších vztahů do veličin ve vzorci a dostaneme další vztah pro výpočet hustoty počtu částic:
{\displaystyle N_{\mathrm {V} }={\frac {N}{V}}={\frac {N_{\mathrm {A} }\times {n}}{V}}={\frac {N_{\mathrm {A} }\times {\frac {m}{M}}}{V}}={\frac {N_{\mathrm {A} }\times {m}}{M\times {V}}}={\frac {N_{\mathrm {A} }}{M}}\times {\rho }}
Dále dosazení do 2. vztahu:
{\displaystyle N_{\mathrm {V} }={\frac {N_{\mathrm {A} }}{V_{\mathrm {m} }}}={\frac {N_{\mathrm {A} }}{\frac {V}{n}}}={\frac {N_{\mathrm {A} }\times {n}}{V}}={\frac {N_{\mathrm {A} }\times {\frac {m}{M}}}{\frac {m}{\rho }}}={\frac {N_{\mathrm {A} }\times {m}}{M}}\times {\frac {\rho }{m}}={\frac {N_{\mathrm {A} }}{M}}\times {\rho }}
Další vzorec:
{\displaystyle N_{\mathrm {V} }=N_{\mathrm {A} }\times c=c\times {\frac {N}{n}}={\frac {c\times N}{n}}={\frac {c\times N}{\frac {V}{V_{\mathrm {m} }}}}={\frac {c\times N\times V_{\mathrm {m} }}{V}}={\frac {N}{V}}={\frac {N_{\mathrm {A} }}{M}}\times {\rho }}, protože {\displaystyle c\times V_{\mathrm {m} }=c\times c^{-1}=1}
{\displaystyle N_{\mathrm {V} }=N_{\mathrm {A} }\times c=c\times {\frac {N}{n}}={\frac {c\times N}{n}}={\frac {c\times N}{\frac {m}{M}}}={\frac {c\times N\times M}{m}}={\frac {N}{m}}\times {\rho }={\frac {N_{\mathrm {A} }\times n}{M\times n}}\times {\rho }={\frac {N_{\mathrm {A} }}{M}}\times {\rho }}, protože {\displaystyle c\times M={\rho }},
kde {\displaystyle N_{\mathrm {A} }} je Avogadrova konstanta, {\displaystyle n} je látkové množství, {\displaystyle m} je hmotnost tělesa, {\displaystyle M} je molární hmotnost tělesa, {\displaystyle \rho } je hustota tělesa, {\displaystyle V_{\mathrm {m} }} je molární objem tělesa a {\displaystyle c} je molární koncentrace. Odvození jednotky SI provedeme pro {\displaystyle N_{\mathrm {V} }={\frac {N_{\mathrm {A} }}{M}}\times {\rho }} a pro {\displaystyle N_{\mathrm {V} }=N_{\mathrm {A} }\times c} takto:
{\displaystyle N_{\mathrm {V} }={\frac {mol^{-1}}{kg\times {mol^{-1}}}}\times {kg\times {m^{-{3}}}}=m^{-{3}}} a {\displaystyle N_{\mathrm {V} }=mol^{-1}\times {\frac {mol}{m^{3}}}={\frac {1}{m^{3}}}=m^{-3}}.